# Takydromus sauteri
Takydromus sauteri är en ödleart som beskrevs av  Van Denburgh 1909. Takydromus sauteri ingår i släktet Takydromus och familjen lacertider. Inga underarter finns listade i Catalogue of Life.